# Campeonato Mineiro de Futebol de 2005 - Módulo I
O Campeonato Mineiro de Futebol de 2005 foi a nonagésima primeira edição do Campeonato Mineiro. Disputado por 12 equipes entre 21 de janeiro e 17 de abril de 2005, teve como campeão o Ipatinga.
Foi a primeira na história do certame que, contando a participação dos tradicionais times da capital (América, Atlético e Cruzeiro), o título foi conquistado por um clube não pertencente à região metropolitana de Belo Horizonte. A equipe campeã tinha apenas 7 anos de existência e surpreendeu todos os tradicionais times do estado, principalmente o Cruzeiro, que havia cedido por empréstimo a maioria dos jogadores do time rival. Em função disto, o Ipatinga recebeu um jocoso apelido de "filial", o que fez com que o título se tornasse uma espécie de gloriosa superação da condição de inferioridade imposta.

## Participantes
As 12 equipes participantes foram:
- América Futebol Clube (Belo Horizonte)
- Associação Atlética Caldense (Poços de Caldas)
- Clube Atlético Mineiro (Belo Horizonte)
- Cruzeiro Esporte Clube (Belo Horizonte)
- Democrata Futebol Clube (Sete Lagoas)
- Esporte Clube Mamoré (Patos de Minas)
- Guarani Esporte Clube (Divinópolis)
- Ipatinga Futebol Clube (Ipatinga)
- Ituiutaba Esporte Clube (Ituiutaba)
- União Recreativa dos Trabalhadores (Patos de Minas)
- Valeriodoce Esporte Clube (Itabira)
- Villa Nova Atlético Clube (Nova Lima)

## Fórmula de disputa
A fórmula da edição 2005 repetiu a que vem sendo usada desde 2004. O campeonato foi disputado em três fases (Primeira Fase ou Fase Classificatória, Semi-Final e Final). Os dois últimos sendo rebaixados ao modulo II (segunda divisão) do campeonato.

### Primeira fase
Na primeira fase, os 12 clubes se enfrentaram em turno único, no sistema de pontos corridos. Os 4 primeiros colocados, se classificaram para as semifinais.

#### Critérios de Desempate
1. Pontos
2. Vitórias
3. Saldo de gols
4. Gols marcados
5. Sorteio

### Semifinais e Finais
O primeiro colocado na primeira fase enfrenta o quarto, e o segundo enfrenta o terceiro, em dois jogos. A equipe mais bem classificada na primeira fase se classifica para a final em caso de empate em número de pontos e saldo de gols nos 2 jogos.
Os classificados nos confrontos se enfrentam na fase final, com os mesmos critérios da Semi-Final.

## Primeira Fase

### Classificação
| Pos | Equipe           | Pts | J  | V | E | D | GP | GC | SG  | Classificação ou descenso       |
| --- | ---------------- | --- | -- | - | - | - | -- | -- | --- | ------------------------------- |
| 1   | Cruzeiro         | 26  | 11 | 8 | 2 | 1 | 23 | 7  | +16 | Qualificados à semifinal        |
| 2   | Ipatinga         | 24  | 11 | 7 | 3 | 1 | 21 | 9  | +12 | Qualificados à semifinal        |
| 3   | URT              | 21  | 11 | 6 | 3 | 2 | 20 | 16 | +4  | Qualificados à semifinal        |
| 4   | Atlético Mineiro | 19  | 11 | 6 | 1 | 4 | 24 | 14 | +10 | Qualificados à semifinal        |
| 5   | Villa Nova       | 17  | 11 | 5 | 2 | 4 | 15 | 16 | −1  |                                 |
| 6   | Ituiutaba        | 14  | 11 | 3 | 5 | 3 | 17 | 16 | +1  |                                 |
| 7   | América Mineiro  | 13  | 11 | 4 | 1 | 6 | 15 | 21 | −6  |                                 |
| 8   | Guarani-MG       | 12  | 11 | 3 | 3 | 5 | 15 | 18 | −3  |                                 |
| 9   | Caldense         | 11  | 11 | 2 | 5 | 4 | 12 | 15 | −3  |                                 |
| 10  | Democrata-SL     | 10  | 11 | 2 | 4 | 5 | 8  | 15 | −7  |                                 |
| 11  | Valeriodoce      | 9   | 11 | 2 | 3 | 6 | 15 | 26 | −11 | Rebaixados ao Módulo II de 2006 |
| 12  | Mamoré           | 5   | 11 | 1 | 2 | 8 | 9  | 21 | −12 | Rebaixados ao Módulo II de 2006 |

## Fase final
|  | Meias-finais | Meias-finais | Meias-finais |     |  | Final    | Final | Final |
|  |              |              |              |     |  |          |       |       |
|  | 1            | Cruzeiro     | 1–0          |     |  |          |       |       |
|  | 4            | Atlético     | 0–0          |     |  |          |       |       |
|  |              |              |              |     |  | Cruzeiro | 1–1   |       |
|  |              |              | Ipatinga     | 1–2 |  |          |       |       |
|  | 2            | Ipatinga     | 4–2          |     |  |          |       |       |
|  | 3            | URT          | 0–2          |     |  |          |       |       |

## Premiação
| Campeão Mineiro de 2005 |
| ----------------------- |
| Ipatinga 1º Título      |

## Campeão do Interior
| Campeão do Interior de 2005 |
| Ipatinga                    |
| --------------------------- |
| Ipatinga 2º título          |

## Artilharia
13 Gols
- Fred (Cruzeiro)

8 Gols
- Marinho (Ipatinga)
- Valdiney (Guarani)

6 Gols
- Quirino (Atlético)
- Ditinho (U.R.T.)

5 Gols
- Rodrigo Fabri (Atlético)
- Gustavinho (Ipatinga)